# Зауралски
Зауралски (на руски: Зауральский) е селище от градски тип в Русия, разположено в Еманжелински район, Челябинска област. Населението му към 1 януари 2018 година е 7395 души.